# A Tale of Two Sisters
A Tale of Two Sisters (Originaltitel: Janghwa, Hongryeon) ist ein 2003 erschienener südkoreanischer Psycho-Horrorfilm des Regisseurs Kim Jee-woon. Nach Ansicht der Filmkritiker ist er einer der besten südkoreanischen Horrorfilme und der erste, der in den US-Kinos lief. DreamWorks brachte 2009 die amerikanische Neuverfilmung The Uninvited (deutscher Titel: Der Fluch der 2 Schwestern) ins Kino.
Der Titel des Films kommt von dem bekannten koreanischen Volksmärchen Janghwa Hongnyeon jeon (장화 홍련전), welches zur Joseon-Dynastie entstand und von zwei Schwestern namens Janghwa und Hongryeon und ihrer grausamen Stiefmutter handelt. Es wurde bereits mehrfach verfilmt, dieser Film hat jedoch nur die Grundsituation übernommen.

## Handlung
Die beiden Schwestern Su-mi und Su-yeon kommen nach einem längeren Psychiatrieaufenthalt wieder nach Hause. Dort angekommen, werden sie von der Stiefmutter Eun-ju empfangen, die sich zunächst freundlich verhält, aber streng. Besonders die jüngere und ängstlichere Schwester Su-yeon begegnet der Stiefmutter mit Angst, während Su-mi ihr mit kalter Verachtung begegnet. Im Haus gehen merkwürdige Dinge vor sich. Nachts sind Schritte zu hören und jemand kommt in das Zimmer von Su-yeon. Auch die Stiefmutter fühlt sich durch diese Vorgänge bedroht. Nur der Vater scheint weder davon noch von dem Konflikt der Schwestern mit der Stiefmutter etwas zu bemerken. Irgendetwas scheint in der Vergangenheit vorgefallen zu sein, über das keiner sprechen möchte, was jedoch alle Beteiligten belastet.
Eun-ju hat ihren Bruder und dessen Frau zum Essen eingeladen, doch die Schwestern weigern sich, daran teilzunehmen. Während des Essens gibt die Stiefmutter köstlich amüsiert eine Geschichte zum Besten, in der auch ihr Bruder vorkommt, löst damit aber nur betretenes Schweigen aus. Es stellt sich heraus, dass die Geschichte offenbar frei erfunden ist, woraufhin die Stiefmutter feindselig reagiert. Bevor die Situation jedoch eskaliert, bekommt die Schwägerin plötzlich einen Anfall, bei dem sie sich unter schweren Krämpfen auf dem Boden wälzt und erbricht. Nachdem sie sich durch die Einnahme von Medikamenten wieder erholt hat, berichtet sie ihrem Mann auf der Rückfahrt, dass sie unter der Spüle in der Küche ein Mädchen gesehen hat. Das Mädchen erscheint der Stiefmutter ebenfalls, als sich diese allein in der Küche befindet.
Der Konflikt zwischen der Stiefmutter und den Schwestern verschlimmert sich dramatisch, als die Zwergpapageien der Stiefmutter tot aufgefunden werden. Diese findet einen der Vögel im Bett von Su-yeon, woraufhin sie diese in einem Gewaltausbruch in den Kleiderschrank sperrt. Su-mi hatte den Vater schon zuvor gebeten, den Schrank aus dem Zimmer zu entfernen, woraufhin dieser aber nur antwortet: „Su-mi, wir hatten doch vereinbart, nicht über den Kleiderschrank zu sprechen.“ Nachdem dieser die Vögel beerdigt hat, stellt er Su-mi zur Rede, die gerade ihre kleine Schwester, die völlig aufgelöst ist, aus dem Schrank befreit hat. Sie verhalte sich sehr merkwürdig, seit sie wieder hier sei und tue schlechte Dinge. Su-mi wirft ihm im Gegenzug vor, nichts von den Gemeinheiten der Stiefmutter mitzubekommen, die diese ihr und insbesondere Su-yeon antun würde. Der Vater erklärt ihr, bestürzt von dieser Reaktion, dass Su-yeon, die im Film noch neben ihrer Schwester steht, tot sei.
Am nächsten Morgen ist der Vater spontan in die nächste Stadt gefahren. Su-mi entdeckt, dass das Zimmer von Su-yeon vernagelt ist. Als sie durchs Haus läuft, entdeckt sie eine breite Blutspur auf dem Boden. Zwischenzeitlich sieht man die Stiefmutter, die einen großen, blutigen Sack durchs Haus zieht und mit einem Stock auf ihn einschlägt. Su-mi folgt der Spur und findet schließlich den Sack auf dem Boden liegend. Sie vermutet Su-yeon darin und versucht erfolglos, den Knoten zu öffnen, mit dem der Sack verschlossen ist. Nachdem sie sich jedoch nur ein paar Schritte weiter eine Schere besorgt hat, ist der Sack verschwunden. Die Spur zieht sich weiter bis in einen Nebenraum, in dem plötzlich der Schrank aus Su-yeons Zimmer steht, worin sich nun der Sack befindet. Als sie jedoch versucht, diesen aufzuschneiden, wird sie von der Stiefmutter angegriffen. Im folgenden Kampf fällt Su-mi mit dem Kopf auf eine Tischkante und verliert das Bewusstsein.
Als sie wieder zu sich kommt, wird sie von der Stiefmutter durchs Haus geschleift. Als Eun-ju bemerkt, dass das Mädchen wieder bei Bewusstsein ist, hält sie ihr einen kurzen, zunächst aber wenig erhellenden Monolog. Sie sagt Su-mi, dass sie ihr bereits einmal angekündigt hatte, dass sie etwas einmal bereuen würde. Su-mi wolle das vergessen, aber das könne sie nicht, denn so würde es sie wie ein Geist verfolgen. Anschließend versucht Eun-ju Su-mi mit einer Tonfigur zu erschlagen, wird aber von der Heimkehr des Vaters überrascht und verfehlt Su-mi.
So findet sie der Vater. Als dieser sie auf ein Sofa gesetzt hat, betritt Eun-ju den Raum, die jedoch völlig anders aussieht. Es stellt sich heraus, dass Su-mi, abgesehen vom Besuch des Onkels und der Tante, die ganze Zeit mit dem Vater allein im Haus war. Sie hat sich sowohl die Stiefmutter als auch die tatsächlich gestorbene Schwester eingebildet und ihre Rollen übernommen. Su-mi wird zurück in die Klinik gebracht, worauf ihre Stiefmutter, inzwischen wieder allein im Haus, vom Geist heimgesucht wird. Ihr Schicksal bleibt dem Zuschauer allerdings ungewiss.
In einer Rückblende werden schließlich die Ereignisse jenes Tages geschildert, welcher der Auslöser für Su-mis gegenwärtigen Zustand gewesen ist: Der Vater kommt gemeinsam mit Eun-ju im Familienhaus an, während deren Bruder zu Besuch ist. Auch die richtige Mutter der zwei Mädchen ist kurz zu sehen. Die Stimmung ist sichtlich angespannt, als Su-mi den Tisch wütend verlässt und Eun-ju Su-yeon das Besteck entreißt. Das Mädchen läuft ebenfalls hinauf und weint sich bei seiner Mutter auf dem Bett aus. Als sie erwacht, entdeckt sie im Kleiderschrank die Leiche der erhängten Mutter und versucht, sie daraus zu befreien, als der Schrank auf sie stürzt.
Obwohl alle anwesenden Personen das Geräusch gehört haben, kommt niemand zu Hilfe. Allein die Stiefmutter sieht nach und wendet sich bei dem Anblick des begrabenen Mädchens erschrocken ab, bevor sie nach kurzem Zögern beschließt, zu helfen und Su-mi davon zu erzählen, die gerade aus ihrem Zimmer kommt. Su-mi aber beleidigt ihre Stiefmutter, worauf diese, statt Su-mi einzuweihen, das Mädchen ermahnt, es werde seine Entscheidung bereuen. Su-yeon stirbt unter der Last des Kleiderschranks, während Su-mi das Haus verlässt und zum Gartentor hinausgeht.

## Analyse und Interpretation
Daniel Martin verfasste in dem Werk Rediscovering Korean Cinema von Sangjoon Lee aus dem Jahr 2019 einen Beitrag zu A Tale of Two Sisters. Nach ihm spiegeln die letzten Momente des Films eine schmerzhafte, tragische Ironie wider. Ein Rückblick zeigt wie Su-mi an einem klaren Tag das Haus in Richtung des Sees verlässt, nichtsahnend dass ihre Schwester gerade ihre letzten Atemzüge nimmt und ihre Mutter bereits tot ist. Nach Martin sei dies symbolisch dafür, dass der Zerfall der Familie ein nahezu unsichtbarer Vorgang ist und Dinge nicht so sind, wie sie erscheinen. Mit Su-mi als unzuverlässige Erzählerin durch ihre unterschiedlichen Persönlichkeiten verbindet der Film Horror mit Melodrama und spreche sowohl lokale als auch globale Zuschauer an.

### Familienmelodrama
Ein zentrales Thema im südkoreanischen Horrorfilm ist die Familie. A Tale of Two Sisters erweckt anfangs den Anschein, sich vorwiegend auf die Familiendynamik zu konzentrieren. Die Stiefmutter Eun-ju will als Matriarchin der Familie wahrgenommen werden und ersehnt sich Frieden und Stabilität. Su-mis rebellische Loyalität ihrer Mutter gegenüber und ihre unkontrollierbare Feindseligkeit gegenüber ihrem Vater und ihrer Stiefmutter sind bewusst selbstzerstörerisch. Der Kampf der beiden um die Familie bestimmt die Erzählung. Damit stehe der Film thematisch in einer Reihe mit früheren Horrorfilmen wie The Housemaid, der eine Warnung darstellt, das Familienwohl zu retten. Doch die überraschende Wendung des Films bringt hervor, dass der Familienzusammenhalt in A Tale of Two Sisters bereits zerstört ist. Su-mis Mutter und Schwester sind tot, ihr Vater emotional abwesend und dessen neue Frau wagt es nicht, das Haus der Familie aufzusuchen. Das Ende zeigt, dass Su-mis Psyche bereits stark geschädigt ist. Während frühere Horrorfilme am Schluss noch Hoffnung zu lassen, endet A Tale of Two Sisters voller Hoffnungslosigkeit.
Mit dem Ende direkt verbunden ist ein weiterer wesentlicher Aspekt des Films: Die Trauer. Südkoreanische Horrorfilme rufen ebenso Trauer hervor wie sie für Schauer sorgen. Grund dafür sei, dass die Erzählweise Südkoreas ihren Ursprung im Sinpa-Genre hat. Diese Form ist fast ausschließlich in Korea zu finden und wird in westlicher Literatur häufig schlicht mit Melodrama übersetzt. Sinpa zeigt sehr sentimentale, tragische Liebesgeschichten voller Emotion, Pathos und Leid. Das „Traurige Ende“ ist wesentlicher Bestandteil des Genres. Durch das Vorenthalten wichtiger Informationen gelinge es A Tale of Two Sisters sowohl Trauer als auch Furcht hervorzurufen. Während im Filmverlauf klar wird, dass sich Su-mi ihre Schwester Su-yeon und ihre Stiefmutter nur eingebildet hat und dabei sogar in die Rolle der Schwiegermutter schlüpft, zeigt das Ende den Ursprung von Su-mis Trauma. Sie gibt sich selbst die Schuld an Su-yeons Tod, da sie unwissentlich die Möglichkeit gehabt habe, Su-yeon zu retten.

### Moral, Schuld und der Geist
Nach Martin unterscheiden sich südkoreanische Horrorfilme von Hollywoodfilmen klar beim Umgang mit der Moral und Gerechtigkeit. Amerikanische Horrorfilme fokussierten sich in der Regel auf unschuldige Opfer und böswillige Killer. Der Zuschauer wird dadurch ermutigt mit bestimmten Figuren zu sympathisieren, von denen im Film nach und nach einige von einem Mörder getötet werden, bis letztlich wenige gute Protagonisten über das Böse siegen. In südkoreanischen Horrorfilmen seien die Opfer meist nicht unschuldig. So geht es häufig um Rache und Gerechtigkeit. A Tale of Two Sisters greift dafür auf ein kulturspezifisches Gespenst zurück, Wonhon (원혼) genannt. Typischerweise ist diese Sagengestalt der Geist einer jungen Frau, die brutal ermordet wurde und die Welt der Lebenden nach Rache heimsucht. Üblicherweise umfasst der Todesumstand einen Familienverrat oder sexuelle Nötigung. Dadurch erweckt Wonhon meist mehr Sympathien als die Opfer des Geists.
Während die größte Gefahr im Film von Su-mis eigener Vorstellungskraft ausgeht, gibt die Geschichte auch Hinweise darauf, dass das Haus von einem Gespenst heimgesucht wird. Einige Male wird Su-mi (und Su-mi in ihrer Vorstellung als Eun-ju) mit einem Gespenst konfrontiert, nach Daniel Martin der Geist ihrer Mutter. Der Geist sorgt für Anspannung und Furcht, sorgt aber für kein direktes Leid und Unglück. Die Existenz von Wonhon wird von der Frau von Eun-jus Bruder bestätigt, als diese beiden zu Gast sind. Ein Rückblick verrät, dass Su-mis Mutter sich selbst das Leben nahm. Sie litt an einer Krankheit und wurde immer schwächer. Dabei musste sie mit ansehen, wie sich eine Beziehung zwischen ihrem Mann und der Pflegerin Eun-ju entwickelt. Sie erhängt sich in einem Wandschrank. Als Su-yeon ihn öffnet, fällt der Schrank auf sie und so verstirbt auch sie. Eun-ju hat dies mitbekommen, aber nichts unternommen. Auch Su-mi hat etwas gehört, ist aber zu sehr mit sich beschäftigt, um nachzusehen.
Das Hauptthema des Films ist die Schuld. Mit Eun-ju schafft sich Su-mi in ihrer Vorstellung eine Person, die sie hasst, als Folge ihrer eigenen Schuld. Die von Su-mi vorgestellte Eun-ju ist boshaft und gewalttätig gegenüber Su-yeon, die Su-mi versucht zu beschützen. Laut Martin gibt Su-mi nach außen Eun-ju die Schuld an allem, aber innerlich beschuldigt sie sich selbst. Man könne annehmen, der Geist würde Mu-hyeon heimsuchen, doch dieser muss bereits machtlos mit ansehen, wie sich Su-mis mentaler Zustand zunehmend verschlechtert. Seine Folter ist also, das Ergebnis seiner Affäre mit anzusehen. Su-mi erfährt dabei keine Gerechtigkeit, obwohl ihr leiden nach Martin überwiegend unverdient sei.

### Gezügelter Horror
Die Art und Weise, wie A Tale of Two Sisters Horror und Angst hervorruft, ist gezügelter Natur. Es handelt sich um einen psychologischen Horrorfilm. Der Film baut Anspannung durch Andeutungen daraus hervorgerufene Vorstellung des Zuschauers auf. Im Film gibt es kaum Gewalt und keinerlei Gore. Damit weise der Film Ähnlichkeiten zum japanischen Film Ring und der Hong-Kong-singapurischen Koproduktion The Eye auf. Des Weiteren erinnere der Film an The Others von Alejandro Amenábar. Ein wichtiger Beitrag für die internationale Beliebtheit des Films und dessen Erzählweise liefert das Haus. Dieses Haus wirkt wie ein japanisches Anwesen mit westlicher Inneneinrichtung.

## Trivia
- Im Making of erklärte der Regisseur, dass die ursprüngliche Fassung des Filmes eine Art Ironie vorsah, da Su-mi, die den Verdacht hatte, dass die Stiefmutter ihre richtige Mutter durch Gift getötet habe, dasselbe Gift in die Medikamente der Mutter mischte, die im Endeffekt jedoch ihre eigenen waren, da sie ebenfalls die Mutter spielte, als diese die Pillen zu sich nahm. So sorgte sie selbst für ihren gestörten Geisteszustand.
- Da Su-mi vollkommen in die Rolle der Mutter schlüpfte, zögerte sie auch nicht, ihren Vater als Ehemann anzusehen und schlief deshalb mit ihm in einem gemeinsamen Bett. Viele Zuschauer sahen dies als Andeutung auf eine mögliche sexuelle Beziehung zwischen dem Vater und seiner Tochter. Da dies jedoch nicht der Fall war, wurde die entsprechende Szene herausgeschnitten.
- Ebenfalls war eine Szene geplant in der, nachdem der Vater Su-mi erklärte, dass Su-yeon tot sei, Ereignisse im Zimmer geschahen die an einen Poltergeist erinnern (Eine Tür krachte zu und ein Ventilator bewegte sich, obwohl er nicht eingesteckt war). Dies war dem Regisseur allerdings zu „übernatürlich“ und deshalb wurde sie ebenfalls herausgeschnitten. Der Grundgedanke der Szene, dass Su-yeon als Geist weiterhin im Haus war, wird jedoch im ganzen Film weitergeführt.
- Der Film lief ursprünglich in Deutschland auf Festivals in Originalsprache mit Untertiteln. 2008 wurde der Film auf Arte als „Zwei Schwestern“ in einer deutsch synchronisierten Fassung ausgestrahlt.

## Rezeption
A Tale of Two Sisters gilt als Meilenstein des südkoreanischen Kinos. Der Film trug neben der Whispering-Corridors-Reihe maßgeblich dazu bei, dass Diskussionen über den südkoreanischen Film im Westen häufig vom Horrorgenre bestimmt werden. Nach Filmprofessor Daniel Martin ist der Film womöglich der versierteste und schockierendste Horrorfilm seiner Zeit. A Tale of Two Sisters biete eine Mischung aus Schauer, erzählerischer Unklarheit, psychologischer Spannung und Jumpscares mit zerstörerischen Kräften sowohl menschlicher als auch gespenstischer Natur.

## Auszeichnungen
Beim Filmfestival Fantasporto 2004 erhielt der Film den Großen Preis für den besten Film. Außerdem wurde Kim Jee-woon als bester Regisseur ausgezeichnet und erhielt den Spezialpreis der Jury in der Sektion Orient Express. Lim Su-jeong bekam den Preis als beste Schauspielerin. Am Pusan International Film Festival 2003 wurde Im Su-jeong mit dem New Currents Award als beste neue Schauspielerin ausgezeichnet, ebenso bei den Blue Dragon Awards 2003 in der gleichen Kategorie. Am Brussels International Fantastic Film Festival 2004 erhielt Yeom Jeong-a für ihre darstellerische Leistung den Silbernen Raben.
Beim Sitges Festival Internacional de Cinema de Catalunya 2003 war der Film als bester Film nominiert. In der Kategorie Beste Nebendarstellerin der Chlotrudis Awards 2006 war Yeom Jeong-a nominiert.